# Geophilus duponti
Geophilus duponti är en mångfotingart som beskrevs av Filippo Silvestri 1897. Geophilus duponti ingår i släktet Geophilus och familjen storjordkrypare. Inga underarter finns listade i Catalogue of Life.